# نادژدا خنیکینا-دوالیشویلی
نادژدا خنیکینا-دوالیشویلی (روسی: Надежда Павловна Хныкина-Двалишвили؛ زادهٔ ۲۴ ژوئن ۱۹۳۳) دونده، و ورزشکار دو و میدانی اهل اتحاد جماهیر شوروی سوسیالیستی است.